# Sao đổi ngôi
Sao đổi ngôi (tựa gốc tiếng Anh là: The good daughter) là một sê ri (series) phim truyền hình của Philippines. Phim được sản xuất bởi GMA Network, đạo diễn Michael Tuviera, kịch bản Aloy Adlawan.
Tại Việt Nam, bộ phim được chiếu trên kênh VTC7 từ ngày 27/04/2013 đến ngày 31/05/2013.

## Tóm tắt
Bộ phim xoay quanh cuộc đời của Bea Guevarra (Do Kylie Padilla thủ vai), một cô gái duyên dáng sống trong một gia đình giàu có và hạnh phúc. Cha của cô - Rico Guevarra (do Raymond Bagatsing thủ vai) là một doanh nhân thành đạt và là một người cha chu đáo, cung cấp cho cô một cuộc sống tiểu thư và đầy đủ. Nhưng mọi thứ bắt đầu thay đổi khi một phụ nữ tên là Sharon (Alicia Mayer thủ vai) xuất hiện cùng với cô con gái 10 tuổi Julia (Angelie Nicole Sanoy) trong ngày sinh nhật lần thứ 18 của Bea. Họ tự xưng là một gia đình khác của người cha Rico Guevarra.
Trong khi Tina (vợ của Rico Guevarra) quằn quại trong đau đớn thì Sharon nhân cơ hội này đã giết Tina. Bea khóc lóc vì cái chết của người mẹ và đổ lỗi tất cả cho cha mình. Trong khi đó Sharon gây áp lực đòi cưới Rico, nếu không cô và con gái Julia sẽ bỏ đi. Giằng xé giữa sự thất vọng của con gái và cơ hội xây dựng gia đình mới với người tình cũ, Rico đã từng bước chấp thuận yêu cầu của Sharon. Trở thành vợ mới của Rico, Sharon dần lộ rõ bộ mặt thật khi ngược đãi Bea sau lưng Rico. Vô vọng và cô đơn, Bea rời khỏi gia đình đến nhà của bà ngoại ở.
Tuy nhiên khi Bea cảm thấy yên bình trong vòng tay của bà ngoại Lola Lourdes cũng là lúc cha của cô bị ốm nặng và người mẹ kế bắt đầu thâu tóm gia sản của họ. Hơn thế Bea dần dần nhận ra âm mưu quỷ kế của Sharon và lý do thực sự đằng sau cái chết của mẹ cô - Tina. Cô đã quyết định trở về bên cạnh người cha của mình và tìm cách chống lại Sharon.
Từ đây cuộc sống của Bea càng trở nên khổ sở hơn, nhưng cô đã quyết tâm bảo vệ người cha của mình cũng như gia sản mà lẽ ra cô được hưởng.